# 그래미스
그래미스상(The Grammis Awards)은 스웨덴의 그래미상이다. 시상식은 보통 매년 2월 스웨덴에서 열린다. 시상식은 1969년 시작해 1972년 없어질때까지 계속 열렸다. 1987년 스웨덴 음악 산업을 장려하기 위해 다시 시작되었다.

## 시상 부문
- 올해의 노래
- 올해의 앨범
- 올해의 아티스트
- 올해의 어린이 앨범
- 올해의 클래식 합주단
- 올해의 클래식 독주자
- 올해의 작곡가
- 올해의 포크 음악
- 올해의 하드록
- 올해의 힙합/소울
- 올해의 혁신자
- 올해의 재즈
- 올해의 작사가
- 올해의 음악 DVD
- 올해의 신인상
- 올해의 팝 그룹
- 올해의 팝 아티스트 (남자)
- 올해의 팝 아티스트 (여자)
- 올해의 프로듀서
- 올해의 록 그룹
- 올해의 슐라거/댄스밴드
- 올해의 노래 작사가
- 최우수 인터네셔널 아티스트
- Open Category